# Rajesh Mehta
Rajesh Mehta (* 27. April 1964 in Kolkata) ist ein indisch-amerikanischer Improvisations- und Jazzmusiker und Komponist.

## Leben und Wirken
Mehta kam 1970 in die USA und studierte bis 1986 am Massachusetts Institute of Technology (M.I.T.), wo er anschließend als Akustik-Ingenieur und Lehrer im Bereich Mathematik/Wissenschaft wirkte. 1989 war er Meisterschüler des Saxophonisten und Komponisten Anthony Braxton am Mills College Center for Contemporary Music in Oakland/Kalifornien. Seit 1991 wirkt er als professioneller Musiker in Europa und lebte zuerst in Amsterdam, dann in Berlin.
Mehta entwickelte für sich die Meta-Trompete, ein elektronisch-akustisches Hybridinstrument und ein grafisches System der Komposition und Notation. Sein Interesse an Architektur spiegelt sein Projekt Sounding Buildings wider. 2002/03 stellte er im Seminar des Architekten Daniel Libeskind am Hochschule für Gestaltung in Karlsruhe seine Arbeit vor. 2004 war er Artist in Residence in Cork/Irland.
1998 gründete Mehta in Hamburg gemeinsam mit dem Saxophonisten Vlatko Kučan und dem Kontrabassisten Peter Niklas Wilson das Plattenlabel TrueMuze.
Mehta geht mit drei eigenen Ensembles auf Tournee: dem Mehta-Lovens Duo mit dem Schlagzeuger Paul Lovens, dem The Innovative Music Meeting Trio mit dem Cellisten Rohan de Saram und dem Schlagzeuger Trichy Sankaran und dem The Mehta-Metric Ensemble mit dem Schlagzeuger Ray Kaczynski, dem Saxophonisten Vlatko Kučan und dem Violinisten Aleksander Kolkowski. Daneben arbeitete er u. a. mit Anthony Braxton, Phil Wachsmann, Tristan Honsinger, Pavel Fajt, Mark Harvey, Fred Lonberg-Holm, Uwe Oberg, Lori Freedman und Steve Noble.

## Diskographische Hinweise
- Rajesh Mehta’s Sky Cage Quartet: Malagasy Breath (2024)